# 大村寿司

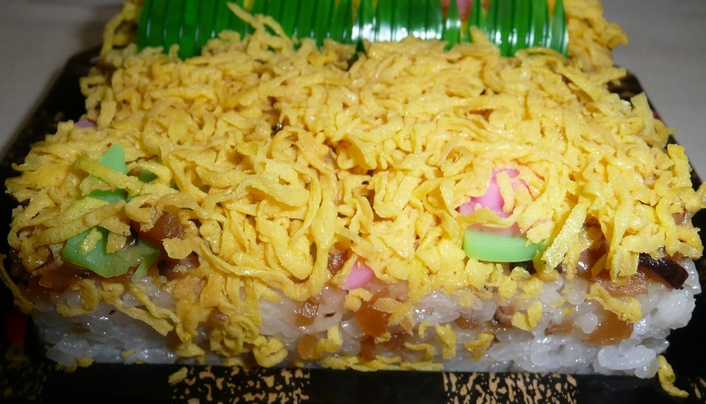
大村寿司

大村寿司（おおむらずし）は、長崎県大村市に伝わる郷土料理。

## 概要
伝承によれば、大村寿司の起こりは室町時代中期とされる。
1474年（文明6年）、島原半島の領主有馬貴純が大村領に侵攻した。当時大村を支配していた大村氏の当主大村純伊は大敗して松浦郡加唐島（現佐賀県唐津市）に逃れ、後に少弐氏等の支援を得て反攻、1480年（文明12年）に大村に帰還することができた。
この時、領主の帰還を喜んだ領民らが歓迎のために食事を振舞おうとしたが食器が足らず、浅い木箱（もろぶた）に炊きたての米飯を広げて魚の切り身や野菜のみじん切りなどを乗せ、さらにそれを挟むように飯や具を乗せた押し寿司を作り、兵が脇差しでこれを四角に切って食べたのが現在の大村寿司の発祥とされている。昔は奈良漬けを使用した寿司もあった
その後、大村の一般家庭で広く祝い事や来客の饗応に作ることが定着し、現在では市内の食堂のメニューや土産物にもなっている。
なお、大村市内に伝わる伝統芸能の黒丸踊りや寿古踊りも大村寿司と同じく純伊の帰還を祝ったのが始まりと伝えられている。
2020年に「砂糖文化を広めた長崎街道～シュガーロード～」の構成文化財として日本遺産に認定された。